# Copenhagen Wolves
Les Copenhagen Wolves étaient une organisation professionnelle d'Esport dans laquelle des joueurs participaient à Counter-Strike: Global Offensive, Hearthstone et League of Legends. L'organisation a cessé toutes ses opérations le 6 juin 2016, invoquant les postes à responsabilité de ses propriétaires dans d'autres organisations, à savoir Astralis et Ninjas in Pyjamas,,.

## Divisions

### Counter-Strike
| Alias        | Nom                   | Date d'arrivée    | Date de départ    |
| ------------ | --------------------- | ----------------- | ----------------- |
| « gla1ve »   | Lukas Rossander       | 17 janvier 2016   | 6 juin 2016       |
| « smF »      | Danny Dyg             | 17 janvier 2016   | 6 juin 2016       |
| « Snappi »   | Marco Pfeiffer        | 17 janvier 2016   | 6 juin 2016       |
| « mertz »    | Daniel Mertz          | 23 mai 2016       | 6 juin 2016       |
| « valde »    | Valdemar Bjørn Vangså | 23 mai 2016       | 6 juin 2016       |
| « HUNDEN »   | Nicolai Petersen      | 17 janvier 2016   | 8 mai 2016        |
| « percy »    | Martin Wessel         | 17 janvier 2016   | 8 mai 2016        |
|              |                       |                   |                   |
| « zEVES »    | Morten Vollan         | 17 août 2015      | 17 janvier 2016   |
| « zende      | Erik Sundeqvist       | 17 août 2015      | 17 janvier 2016   |
| « twist »    | Simon Eliasson        | 17 août 2015      | 17 janvier 2016   |
| « RUBINO »   | Ruben Villarroel      | 17 août 2015      | 12 novembre 2015  |
| « k0nfig »   | Kristian Wienecke     | 2015              | 12 novembre 2015  |
| « jkaem »    | Joakim Myrbostad      | 17 août 2015      | 30 septembre 2015 |
|              |                       |                   |                   |
| « HUNDEN »   | Nicolai Petersen      | 26 janvier 2015   | 15 mai 2015       |
| « AcilioN »  | Asger Larsen          | 26 janvier 2015   | 15 mai 2015       |
| « smF »      | Danny Dyg             | 26 janvier 2015   | 13 mai 2015       |
| « MSL »      | Mathias Lauridsen     | 26 janvier 2015   | 13 mars 2015      |
| « Friis »    | Michael Jørgensen     | 26 janvier 2015   | 6 mars 2015       |
|              |                       |                   |                   |
| « Pimp »     | Jacob Winneche        | 6 juin 2014       | 11 janvier 2015   |
| « Kjaerbye » | Markus Kjærbye        | 10 octobre 2014   | 11 janvier 2015   |
| « Nico »     | Nicolaj Jensen        | 3 décembre 2014   | 11 janvier 2015   |
| « aizy »     | Philip Aistrup        | 3 décembre 2014   | 11 janvier 2015   |
| « gla1ve »   | Lukas Rossander       | 6 juin 2014       | 12 décembre 2014  |
| « tenzki »   | Jesper Mikalski       | 20 octobre 2014   | 3 décembre 2014   |
| « cadiaN »   | Casper Møller         | 10 octobre 2014   | 3 décembre 2014   |
| « Nille »    | Nichlas Busk          | 10 octobre 2014   | 20 octobre 2014   |
| « cajunb »   | René Borg             | 6 juin 2014       | 10 octobre 2014   |
| « Nico »     | Nicolaj Jensen        | 6 juin 2014       | 10 octobre 2014   |
| « karrigan » | Finn Andersen         | 6 juin 2014       | 10 octobre 2014   |
|              |                       |                   |                   |
| « Xyp9x »    | Andreas Højsleth      | 9 juillet 2013    | 8 décembre 2013   |
| « Nico »     | Nicolaj Jensen        | 4 novembre 2013   | 8 décembre 2013   |
| « device »   | Nicolai Reedtz        | 4 novembre 2013   | 8 décembre 2013   |
| « FeTiSh »   | Henrik Christensen    | 18 janvier 2013   | 8 décembre 2013   |
| « dupreeh »  | Peter Rasmussen       | 18 janvier 2013   | 8 décembre 2013   |
| « Friis »    | Michael Jørgensen     | 9 juillet 2013    | 4 novembre 2013   |
| « Pimp »     | Jacob Winneche        | 18 septembre 2013 | 4 novembre 2013   |
| « device »   | Nicolai Reedtz        | 23 mai 2013       | 18 septembre 2013 |
| « cajunb »   | René Borg             | 18 janvier 2013   | 28 juin 2013      |
| « wantz »    | Bo Vestergaard        | 10 mars 2013      | 20 juin 2013      |
| « 3k2 »      | Steffen Markussen     | 18 janvier 2013   | 23 mai 2013       |
| « device »   | Nicolai Reedtz        | 18 janvier 2013   | 10 mars 2013      |
|              |                       |                   |                   |
| « gla1ve »   | Lukas Rossander       | 24 septembre 2012 | 18 décembre 2012  |
| « HUNDEN »   | Nicolai Petersen      | 24 septembre 2012 | 18 décembre 2012  |
| « Nico »     | Nicolaj Jensen        | 24 septembre 2012 | 18 décembre 2012  |
| « smF »      | Danny Dyg             | 24 septembre 2012 | 13 décembre 2012  |
| « Herden »   | Malte Boelt           | 24 septembre 2012 | 13 décembre 2012  |

| Alias      | Nom                | Date d'arrivée  | Date de départ    |
| ---------- | ------------------ | --------------- | ----------------- |
| « 3k2 »    | Steffen Markussen  | 13 juillet 2012 | 24 septembre 2012 |
| « FeTiSh » | Henrik Christensen | 5 mai 2012      | 24 septembre 2012 |
| « Nico »   | Nicolaj Jensen     | 5 mai 2012      | 24 septembre 2012 |
| « wantz »  | Bo Vestergaard     | 5 mai 2012      | 6 septembre 2012  |
| « cajunb » | René Borg          | 5 mai 2012      | 12 août 2012      |
| « device » | Nicolai Reedtz     | 5 mai 2012      | 13 juillet 2012   |
|            |                    |                 |                   |
| « Nille »  | Nichlas Busk       | avril 2012      | 24 avril 2012     |
| « xlo »    | Tomas Falden       | 14 mai 2011     | 24 avril 2012     |
| « smF »    | Danny Dyg          | 14 mai 2011     | 24 avril 2012     |
| « AnK »    | Ian Moller         | 14 mai 2011     | 24 avril 2012     |
| « socN »   | Soren Falke        | 14 mai 2011     | 24 avril 2012     |
| « Nico »   | Nicolaj Jensen     | 9 janvier 2012  | 9 avril 2012      |
| « purity » | Jesper Larsen      | 14 mai 2011     | janvier 2012      |

| Alias      | Nom               | Date d'arrivée   | Date de départ  |
| ---------- | ----------------- | ---------------- | --------------- |
| « BERRY »  | Danny Krüger      | 24 novembre 2010 | 11 janvier 2011 |
| « Snappi » | Marco Pfeiffer    | 24 novembre 2010 | 11 janvier 2011 |
| « zE- »    | Baljit Lal        | 24 novembre 2010 | 11 janvier 2011 |
| « TAY »    | Taymaz Babaiasl   | 24 novembre 2010 | 11 janvier 2011 |
| « dalle »  | Daniel Kjersgaard | 24 novembre 2010 | 11 janvier 2011 |

### Dota 2
Copenhagen Wolves entre sur Dota 2 en recrutant l'équipe Eclypsia, qui avait elle-même acheté l'équipe Quantic Gaming quelques jours auparavant. Cette première équipe ne restera que quelques jours au sein de la structure.
Un mois plus tard, les CW se relancent sur le jeu en prenant l'équipe The Tough Bananas, des dissensions internes feront vite exploser l'équipe qui se séparera 2 mois plus tard.
| Alias              | Nom                   | Date d'arrivée    | Date de départ    |
| ------------------ | --------------------- | ----------------- | ----------------- |
| « Ryze »           | Christoffer Winther   | 16 septembre 2012 | 22 septembre 2012 |
| « miGGel »         | Mikkel Berg           | 16 septembre 2012 | 22 septembre 2012 |
| « CalculuS »       | Alexander Rathcke     | 12 juillet 2012   | 22 septembre 2012 |
| « Balsam »         | Andreas Løchte        | 12 juillet 2012   | 22 septembre 2012 |
| « THEneNo »        | Angelo Caula Gonzalez | 12 juillet 2012   | 22 septembre 2012 |
| « s4 »             | Gustav Magnusson      | 12 juillet 2012   | 16 septembre 2012 |
| « henrydickenson » | Henry Dickenson       | 12 juillet 2012   | 28 juillet 2012   |
|                    |                       |                   |                   |
| « miGGel »         | Mikkel Berg           | 20 mai 2012       | 1er juin 2012     |
| « AngeL »          | Martin Olsen          | 20 mai 2012       | 1er juin 2012     |
| « Ryze »           | Christoffer Winther   | 20 mai 2012       | 1er juin 2012     |
| « MaNia »          | Brian Strandby        | 20 mai 2012       | 1er juin 2012     |
| « PlaymatE »       | Amel Barudzij         | 20 mai 2012       | 1er juin 2012     |

### Hearthstone
| Alias            | Nom              |
| ---------------- | ---------------- |
| « CupCake »      | Thomas Glinski   |
| « DuckWingFACE » | Anders Thorgaard |
| « Backspace »    | Brent Kaskel     |
| « Firebat »      | James Kostesich  |

### FIFA
Après une première expérience sur FIFA, Copenhagen Wolves recrute les membres de la structure Chiefs of Copenhagen et retrouve par la même occasion certains de leurs anciens joueurs comme « Revi » ou le champion du monde 2014 « Agge ».
Lors de ce second passage, August « Agge » Rosenmeier remporte le l'ESWC 2015 lors de la Paris Games Week.
| Alias           | Nom               | Date d'arrivée  | Date de départ   |
| --------------- | ----------------- | --------------- | ---------------- |
| « PrimeTurbo »  | Lars Korreborg    | 17 février 2015 | 14 août 2015     |
| « Barnewitz »   | Daniel Barnewitz  | 17 février 2015 | 8 août 2015      |
| « Agge »        | August Rosenmeier | 17 février 2015 | 29 juillet 2015  |
| « Revi »        | Mathias Iversen   | 13 février 2015 | 30 avril 2015    |
| « BorasLegend » | Ivan Lapanje      | 19 juin 2013    | 2014             |
| « Agge »        | August Rosenmeier | avril 2013      | 23 décembre 2013 |
| « Revi »        | Mathias Iversen   | 12 octobre 2013 | 23 décembre 2013 |

### League of Legends
Créé en août 2012, les Copenhagen Wolves se qualifie pour la League of Legends Championship Series Europe dès la première saison de la ligue.
Ils ont vendu leur place dans la Challenger Series européenne à Nerv et ont dissous leur division League of Legends, le 3 juin 2016, quelques jours avant la fermeture de la structure.
| Alias            | Nom                       | Rôle          | Date d'arrivée   | Date de départ    |
| ---------------- | ------------------------- | ------------- | ---------------- | ----------------- |
| « Wickd »        | Mike Petersen             | Top           | 28 décembre 2015 | 3 juin 2016       |
| « P1noy »        | Kristoffer Pedersen       | Bot           | 28 décembre 2015 | 3 juin 2016       |
| « SirNukesAlot » | Risto Luuri               | Support       | 28 décembre 2015 | 3 juin 2016       |
| « Broxah »       | Mads Brock-Pedersen       | Sub/Jungler   | 26 janvier 2016  | 3 juin 2016       |
| « Trowen »       | Admir Spahic              | Sub/Jungler   | 28 décembre 2015 | 3 juin 2016       |
| « SorenXD »      | Søren Frederiksen         | Sub/Mid       | 12 juillet 2014  | 3 juin 2016       |
| « Ritix »        | Rytis Lekstutis           | Sub/Bot       | 26 janvier 2016  | 3 juin 2016       |
| « k0u »          | Lâm Tịnh Trì              | Jungle        | 19 février 2016  | 1er juin 2016     |
| « Nandisk0 »     | Fernando Peñalba Solís    | Sub/Top       | juin 2015        | décembre 2015     |
| « Freeze »       | Aleš Kněžínek             | Bot           | 18 novembre 2014 | 1er novembre 2015 |
| « Unlimited »    | Petar Georgiev            | Sub/Sup       | 14 juin 2013     | octobre 2015      |
| « Lenny »        | Lenny Uytterhoeven        | Top           | 1er juillet 2015 | 2 octobre 2015    |
| « Je suis Kaas » | Christophe van Oudheusden | Support       | 1er juillet 2015 | 2 octobre 2015    |
| « YoungBuck »    | Joey Steltenpool          | Sub/Top       | 14 juin 2013     | 27 juillet 2015   |
| « Shook »        | Ilyas Hartsema            | Jungle        | 23 juin 2015     | 25 juillet 2015   |
| « cowTard »      | Viktor Stymne             | Sub/Mid       | 14 juin 2013     | juillet 2015      |
| « Airwaks »      | Karim Benghalia           | Jungle        | 11 mai 2014      | 23 juin 2015      |
| « LeDuck »       | Titus Hafner              | Sub/Support   | 2013             | 24 octobre 2014   |
| « Woolite »      | Paweł Pruski              | Bot           | 11 mai 2014      | 24 octobre 2014   |
| « FORG1VEN »     | Konstantinos Tzortziou    | Bot           | 14 octobre 2013  | 11 septembre 2014 |
| « Brokenshard »  | Ram Djemal                | Jungle        | juillet 2014     | 4 août 2014       |
| « Amazing »      | Maurice Stückenschneider  | Jungle        | 14 octobre 2013  | 3 mai 2014        |
| « Shook »        | Ilyas Hartsema            | Jungle        | 14 juin 2013     | 14 octobre 2013   |
| « Rekkles »      | Martin Larsson            | Bot (en prêt) | 15 juin 2013     | 15 septembre 2013 |
| « TheTess »      | Kasper Poulsen            | Bot           | 22 août 2012     | 9 mai 2013        |
| « Bjergsen »     | Søren Bjerg               | Mid           | 25 octobre 2012  | 9 mai 2013        |
| « Godbro »       | Dan Van Vo                | Top           | 22 août 2012     | 9 mai 2013        |
| « Svenskeren »   | Dennis Johnsen            | Jungle        | 22 août 2012     | 9 mai 2013        |
| « cowTard »      | Viktor Stymne             | Sub/Mid       | 16 janvier 2013  | 9 mai 2013        |
| « Deficio »      | Martin Lynge              | Support       | 16 janvier 2013  | 9 mai 2013        |
| « XL Winner »    | Christian Andersen        | Support       | 22 août 2012     | 16 janvier 2013   |
| « HunteRSzz »    | Morten Hollerup           | Bot           | 22 août 2012     | 25 octobre 2012   |

## Palmarès
- FIFA
  - Vainqueur
    - Electronic Sports World Cup 2015 Paris Games Week Open (Agge)